# Луко Муђело (Фиренца)
Луко Муђело је насеље у Италији у округу Фиренца, региону Тоскана.
Према процени из 2011. у насељу је живело 1405 становника. Насеље се налази на надморској висини од 305 м.